# 이레네 폰 헤센다름슈타트 대공녀
이레네 폰 헤센다름슈타트(Irene Luise Maria Anna Princess von Hesse und bei Rhine, 1866년 7월 11일 ~ 1953년 11월 11일)는 독일의 왕족으로, 헤센 대공국의 대공인 루트비히 4세와 영국의 앨리스 사이에서 세 번째 아이이자 세 번째 딸로 태어났다. 그녀의 외조부모는 빅토리아 여왕과 부군인 작센코부르크고타의 앨버트이고, 조부모는 헤센 대공의 차남 카를과 프로이센의 왕녀 엘리자베트이다. 어머니 앨리스 대공비가 임신하였을 때 전쟁 중이어서 평화를 뜻하는 이레네라는 이름을 가지게 되었다. 이종사촌인 프로이센의 왕자 하인리히 폰 프로이센 왕자와 결혼하여 세 명의 아들을 두었으나, 여동생 알릭스와 마찬가지로 혈우병 유전자를 가지고 있어, 두 아들에게 혈우병을 물려주었다.
그녀의 여동생 알릭스는 육촌인 러시아의 니콜라이 2세와 결혼하여 황후가 되었다. 남동생 에른스트 루트비히는 헤센의 대공을 물러받았고, 첫째 언니인 빅토리아는 5촌인 헤센 대공가의 방계 바텐베르크 공자 루이스와 결혼하여 엘리자베스 2세 여왕의 부군인 에든버러 공 필립의 외할머니가 된다. 둘째 언니 엘리자베트는 오촌인 러시아 대공 세르게이와 결혼하였고, 러시아 혁명때 여동생 알릭스와 마찬가지로 볼세비키에 의해 살해되었으나 사후 러시아 정교회 성녀로 시성되었다.

## 자녀
| 사진 | 이름                        | 생일             | 사망                   | 기타         |
| ---- | --------------------------- | ---------------- | ---------------------- | ------------ |
|      | 발데마르 폰 프로이센 왕자   | 1889년 3월 20일  | 1945년 5월 2일(56세)   | 자녀 없음.   |
|      | 지기스문트 폰 프로이센 왕자 | 1896년 11월 27일 | 1978년 11월 14일(81세) | 슬하 1남 1녀 |
|      | 하인리히 폰 프로이센 왕자   | 1900년 1월 9일   | 1904년 2월 26일(4세)   | 요절.        |